# Nazar (amuleto)

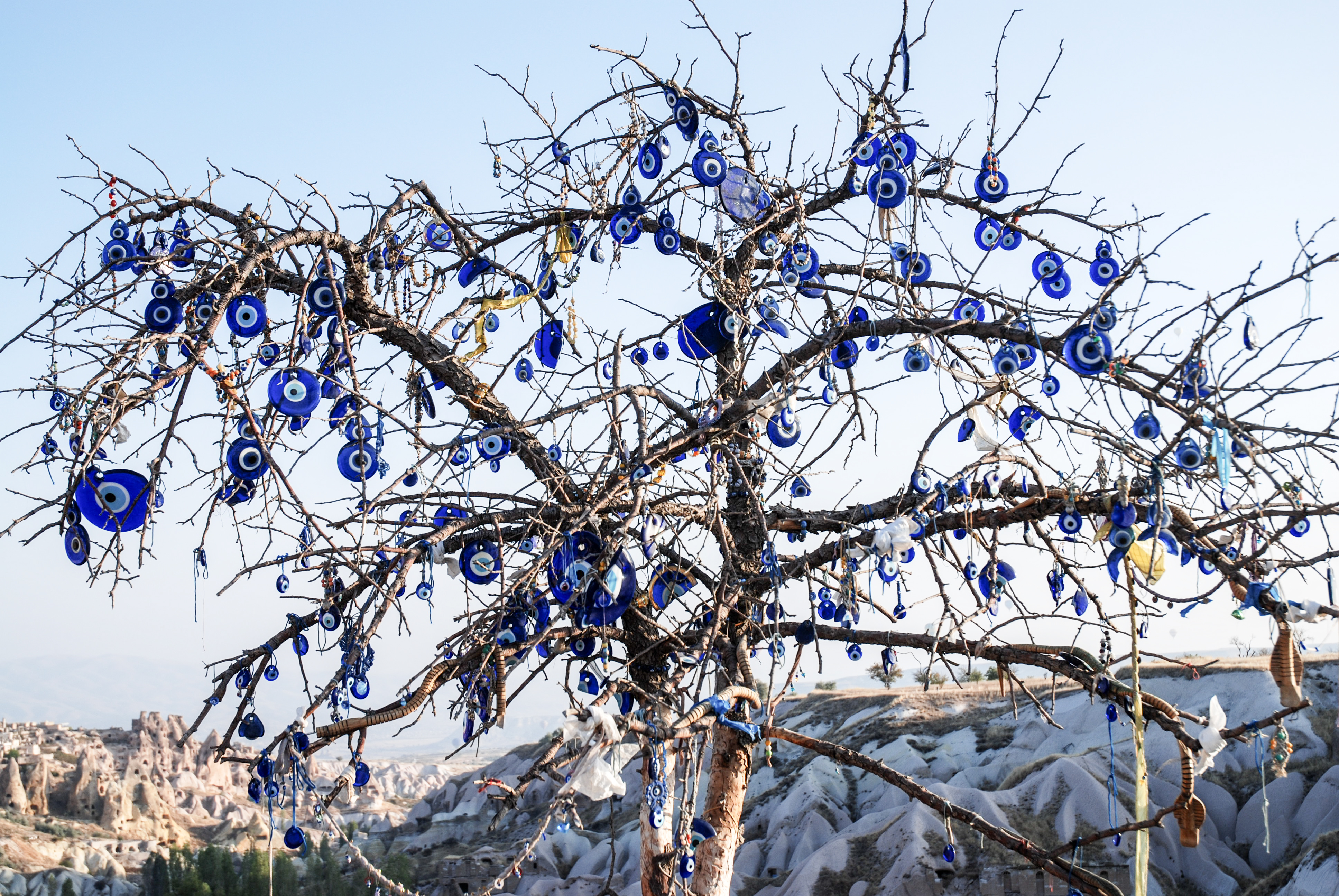
Un árbol que cuelga nazares azules en Capadocia.

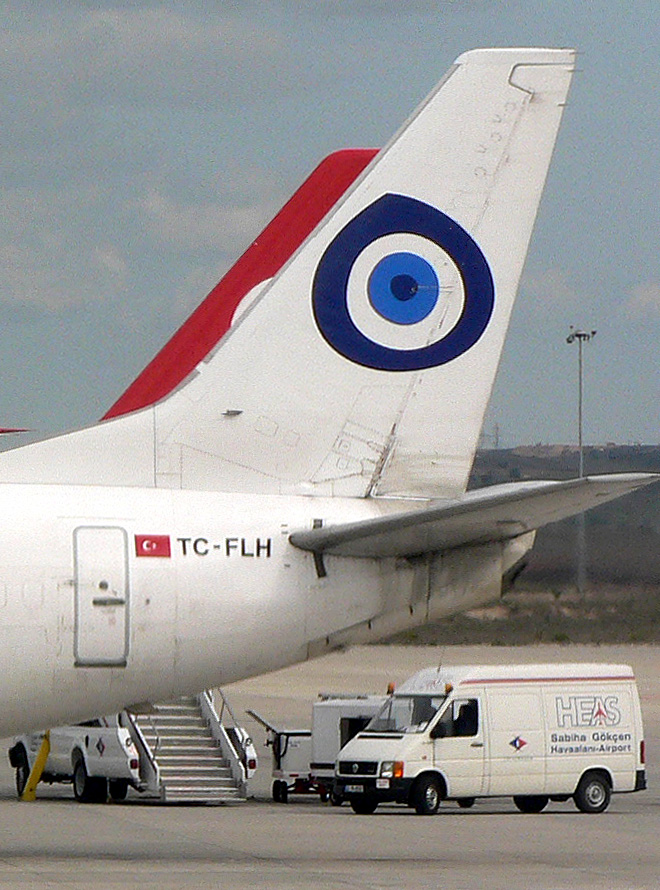
El símbolo nazar boncuğu en un avión.

Un nazar, piedra del mal de ojo, ojo turco u ojo griego es un amuleto que está destinado a proteger contra el mal de ojo. Es común en la actual Turquía y Grecia, como así también en los países del Levante mediterráneo.
Se puede encontrar casi siempre presente en las oficinas y hogares, en joyería, para los bebés, en los vehículos, puertas, caballos e incluso teléfonos celulares. Al parecer la palabra "nazar" deriva del árabe naẓara (نظر), que significa "vista" o "ver". En Turquía también se le llama munçuk. En el folclore persa, se le llama nazar cheshm (چشم نظر) o nazar ghorboni  (نظر). En urdu, también se le llama "nazar" (نظر).
El ojo turco se podía ver en Anatolia desde antes de la conquista turco-musulmana, por ejemplo sobre los barcos griegos, desde la antigüedad. Los marinos griegos en la antigüedad utilizaban amuletos para pedir protección en sus expediciones, principalmente a tres deidades: Poseidón (dios de los mares), Zeus (dios del trueno) y Hermes (dios de los viajeros), por lo que estas tres divinidades estarían representadas en el anillado azul, blanco y azul. 
Se observa habitualmente en forma de una gota aplanada o como un adorno colgante, hecho a mano de cristal de colores, y se utiliza como un collar o una pulsera o un adjunto a los tobillos. Por lo general se compone de círculos concéntricos o con formas de gotas - desde dentro hacia fuera: azul oscuro (o negro), azul claro, blanco y azul oscuro (de vez en cuando se lo ve como un círculo de borde amarillo/dorado) - y se refiere a veces como el "ojo azul".

## Otros usos
La misma imagen fue utilizada como un símbolo en la cola de los aviones pertenecientes a la compañía aérea privada turca Fly Air.
Se utiliza en el logotipo para CryEngine 3, un motor de juego diseñado por Crytek, una compañía de videojuegos fundada por tres hermanos turcos.
Frecuentemente (especialmente en Grecia) se suelen observar cuentas con el aspecto de nazar en los pequeños "rosarios" llamados begleri.